# موسى هديب
الشيخ موسى هديب كان رئيس حزب الزراع في جبل الخليل ومؤسس الجمعيات الوطنية الإسلامية التي دعمها الصهاينة. كان من قرية الدوايمة بالقرب من الخليل.
في أكتوبر 1929، قُتل موسى هديب بالقرب من باب الخليل في القدس بعد اتهامه بالتعاون مع الصهاينة، لم يتم القبض على قاتليه مطلقًا، لكن كل من عائلته والسلطة التنفيذية الصهيونية ادعيا أن أتباع المفتي الأكبر للقدس وزعيم المجلس الإسلامي الأعلى أمين الحسيني كانوا مسؤولين. وفقًا للمخابرات الصهيونية، كانوا 3 رجال يرتدون ملابس للنساء، من آل مرقة في الخليل.
ذكرت وكالة التلغراف اليهودية أن الحادث وقع في 13 أكتوبر 1929 موضحة «سادت القدس اليوم جلبة كبيرة جراء مقتل موسى هديب، وهو عربي من قرية بالقرب من الخليل، عند بوابة الخليل... يُفترض أن هذا العربي هو ضحية العداوات السياسية الداخلية بين الفصائل العربية، فالرجل المقتول يُفترض أنه نشط في الدعاية ضد المفتي الأكبر». وصف مقال آخر في 22 أكتوبر 1929 الحادث بأنه نزاع دموي «بين عائلة المرحوم موسى هديب، مؤسس حزب الزراع العرب وخصم المفتي الأكبر، وعشيرة أمين الحسيني.» كان هديب أول شخصية عربية تمت اغتيالها ووقعت بعد شهرين فقط من ثورة البراق في فلسطين عام 1929.